# Ángel Quemada Cuatrecasas
Ángel Quemada Cuatrecasas. Procurador dels tribunals des de l’any 1992, va ser degà de l'Il·lustre Col·legi de Procuradors dels Tribunals de Barcelona i president del Consell de Col·legis de Procuradors dels Tribunals de Catalunya, càrrecs dels quals va cessar el juny de 2023.
El 2022 fou imputat per un cas de revelació de secrets.
El 2023 va rebre una medalla d'honor del Departament de Justícia de la Generalitat de Catalunya per la implementació de les millores en matèria de modernització estructural dels col·legis i la introducció de mitjans telemàtics per millorar les relacions entre operadors jurídics i administracions públiques.